# Fletcherana giffardi
Fletcherana giffardi är en fjärilsart som beskrevs av Otto Herman Swezey 1913. Fletcherana giffardi ingår i släktet Fletcherana och familjen mätare. Inga underarter finns listade i Catalogue of Life.